# 두산테스나
주식회사 두산테스나(영어: DOOSAN TESNA Inc.)는 두산그룹 계열의 반도체 기업이다.

## 같이 보기
- 두산그룹